# Bjørn Bergh-Pedersen
Bjørn Bergh-Pedersen, född 18 oktober 1919, död 30 december 1993, var en norsk filmproducent, skådespelare och manusförfattare.
Bergh-Pedersen var verksam under 1950- och 1960-talen. Han producerade filmerna Smuglere i smoking och Stevnemøte med glemte år (båda 1957). Den senare nominerades till Guldbjörnen vid Berlins filmfestival 1957. Bergh-Pedersen skrev också filmens manus. Hans övriga manus var till filmerna Heksenetter (1954) och Nydelige nelliker (1964). Som skådespelare hade han en mindre roll i Heksenetter, men är framförallt ihågkommen för rollen som doktor Bengt Lie i Roser til Monica (1956). Till den senare filmen skrev han texten till titelmelodin.

## Filmografi
Manus
- 1954 – Heksenetter
- 1957 – Stevnemøte med glemte år
- 1964 – Nydelige nelliker

Producent
- 1957 – Smuglere i smoking
- 1957 – Stevnemøte med glemte år

Roller
- 1954 – Heksenetter
- 1956 – Roser til Monica